# Liste der Baudenkmäler in Preußisch Oldendorf
Die Liste der Baudenkmäler in Preußisch Oldendorf enthält die denkmalgeschützten Bauwerke auf dem Gebiet der Stadt Preußisch Oldendorf im Kreis Minden-Lübbecke in Nordrhein-Westfalen (Stand: 17. Mai 2018). Diese Baudenkmäler sind in der Denkmalliste der Stadt Preußisch Oldendorf eingetragen; Grundlage für die Aufnahme ist das Denkmalschutzgesetz Nordrhein-Westfalen (DSchG NRW).

## Legende
- Bild: zeigt ein Bild des Baudenkmals
- Bezeichnung: nennt den Namen bzw. die Bezeichnung des Baudenkmals
- Lage: gibt die Straße und Hausnummer des Baudenkmals an (sofern vorhanden) sowie die Lage auf einer Karte an
- Beschreibung: liefert weitere Informationen zum Baudenkmal
- Bauzeit: gibt das Jahr der Fertigstellung an bzw. den Zeitraum der Errichtung
- Eingetragen seit: gibt die Eintragung in die Denkmalliste an
- Denkmal Nr.: gibt die Nummer des Baudenkmals, mit dem es in der Denkmalliste steht, an

## Liste der Baudenkmäler in Preußisch Oldendorf
| Bild                                                   | Bezeichnung | Lage                                                                                | Beschreibung | Bauzeit | Eingetragen seit                                                                                                | Denkmal- nummer |
| ------------------------------------------------------ | --- | ----------------------------------------------------------------------------------- | ------------ | ------- | --- | --------------- |
| weitere Bilder                                         | Wassermühle Gut Hudenbeck                                                                                               | Bad Holzhausen Hudenbeck 1 Karte                                                    |              |         | 10. Feb. 1983 (Gebäude) Ergänzung: 16. Nov. 2010 (Wasserzu- und -abführung, Stauanlagen, Wasserrad mit Kammer)  | 1               |
| weitere Bilder                                         | Ev.-luth. Kirche Holzhausen                                                                                             | Bad Holzhausen Bünder Straße 1 Karte                                                |              |         | 23. Aug. 1983                                                                                                   | 2               |
| weitere Bilder                                         | Burgruine Limberg | Börninghausen Burgstraße Karte                                                      |              |         | 23. Aug. 1983                                                                                                   | 3               |
| BW                                                     | „Alte Mühle“ auf Gut Hollwinkel                                                                                         | Hedem Hollwinkel 4 Karte                                                            |              |         | 20. Okt. 1983                                                                                                   | 4               |
| weitere Bilder                                         | Ev. Pfarrkirche Preußisch Oldendorf                                                                                     | Preußisch Oldendorf Am Kirchplatz 1 Karte                                           |              |         | 10. Feb. 1984 Ergänzung: 2. Nov. 1992 (Höhenmarke), 23. Feb. 2007 (Ausstattung), 19. Mär. 2018 (Kirchhofsmauer) | 5               |
| weitere Bilder                                         | Kriegerdenkmal Börninghausen                                                                                            | Börninghausen An der Kirche Karte                                                   |              |         | 10. Feb. 1984                                                                                                   | 6               |
| weitere Bilder                                         | Ev. Pfarrkirche Börninghausen                                                                                           | Börninghausen An der Kirche 4 Karte                                                 |              |         | 10. Feb. 1984                                                                                                   | 7               |
| weitere Bilder                                         | Kriegerdenkmal Harlinghausen                                                                                            | Harlinghausen Friedhofstraße Karte                                                  |              |         | 20. Feb. 1984                                                                                                   | 8               |
| weitere Bilder                                         | Rathaus | Preußisch Oldendorf Rathausstraße 3 Karte                                           |              |         | 21. Feb. 1984                                                                                                   | 9               |
| Kriegerdenkmal Preußisch Oldendorf                     | Kriegerdenkmal Preußisch Oldendorf                                                                                      | Preußisch Oldendorf Auf dem Brümmel (im Wald südlich der Straße Mergelsbrink) Karte |              |         | 21. Feb. 1984                                                                                                   | 10              |
| Alte Schule (jetzt Feuerwehrmuseum)                    | Alte Schule (jetzt Feuerwehrmuseum)                                                                                     | Schröttinghausen Dahlinghauser Straße 5 Karte                                       |              |         | 21. Feb. 1984                                                                                                   | 11              |
| BW                                                     | Backhaus | Bad Holzhausen Höhenweg 2a Karte                                                    |              |         | 21. Feb. 1984                                                                                                   | 12              |
| Heuerlingshaus                                         | Heuerlingshaus | Börninghausen Osterkampsweg 3 Karte                                                 |              |         | 21. Feb. 1984                                                                                                   | 13              |
| Hofanlage                                              | Hofanlage | Börninghausen Osterkampsweg 1 Karte                                                 |              |         | 21. Feb. 1984                                                                                                   | 14              |
| BW                                                     | Grenzstein | Schröttinghausen an der Leverner Straße (L 767) gegenüber Gaststätte Kröger Karte   |              |         | 10. Juli 1984                                                                                                   | 15              |
| weitere Bilder                                         | Schloss Hollwinkel und Wirtschaftsgebäude                                                                               | Hedem Hollwinkel Karte                                                              |              |         | 10. Juli 1984 Ergänzung: 16. Sep. 1996                                                                          | 16              |
| Grenzstein                                             | Grenzstein | Börninghausen Bünder Straße (L 557) im Bereich „Neue Mühle“                         |              |         | 10. Juli 1984                                                                                                   | 17              |
| weitere Bilder                                         | Herrenhaus und Wirtschaftsgebäude Schloss Hüffe                                                                         | Lashorst Schloßstraße Karte                                                         |              |         | 27. Dez. 1984 (Herrenhaus) Ergänzung: 2. Mai 1985 (Wirtschaftsgebäude)                                          | 18              |
| weitere Bilder                                         | Park von Schloss Hüffe                                                                                                  | Lashorst Schloßstraße/Hüffer Straße Karte                                           |              |         | 27. Aug. 1985                                                                                                   | 19              |
| weitere Bilder                                         | Gutsanlage Groß-Engershausen                                                                                            | Engershausen Engershauser Straße Karte                                              |              |         | 21. Nov. 1985                                                                                                   | 20              |
| weitere Bilder                                         | Amtshaus (Vierständerbau)                                                                                               | Bad Holzhausen Bünder Straße 3 Karte                                                |              |         | 11. Dez. 1985                                                                                                   | 21              |
| BW                                                     | Haupthaus mit seitlichem Stallanbau                                                                                     | Lashorst Zur Alten Brücke 2 Karte                                                   |              |         | 23. März 1987                                                                                                   | 22              |
| Backsteingebäude                                       | Backsteingebäude | Bad Holzhausen neben der früheren Mühle am Mühlenweg (alte Ölmühle) Karte           |              |         | 29. Apr. 1987                                                                                                   | 23              |
| weitere Bilder                                         | Bahnhofempfangsgebäude einschließlich Güterschuppen                                                                     | Bad Holzhausen Bahnhofstraße 47 und 49 Karte                                        |              |         | 22. Juni 1987                                                                                                   | 24              |
| BW                                                     | Erbbegräbnis Hollwinkel                                                                                                 | Hedem Hollwinkel Karte                                                              |              |         | 28. Juli 1987                                                                                                   | 25              |
| weitere Bilder                                         | ehemaliges Fachwerkackerbürgerhaus                                                                                      | Preußisch Oldendorf Mindener Straße 3 Karte                                         |              |         | 5. Aug. 1987 | 26              |
| weitere Bilder                                         | Gutshaus Klein-Engershausen                                                                                             | Engershausen Engershauser Straße 8 Karte                                            |              |         | 26. Okt. 1987                                                                                                   | 27              |
| weitere Bilder                                         | ehemaliges Rittergut Crollage                                                                                           | Bad Holzhausen Crollage Karte                                                       |              |         | 23. Nov. 1987                                                                                                   | 28              |
| BW                                                     | Vierständer-Fachwerkhaus                                                                                                | Offelten Offelter Dorfstraße 15 Karte                                               |              |         | 4. Nov. 1987 | 29              |
| weitere Bilder                                         | Fachwerkscheune | Bad Holzhausen Bahnhofstraße 1 Karte                                                |              |         | 29. März 1988                                                                                                   | 30              |
| BW                                                     | ehemalige Remise | Offelten Offelter Dorfstraße 17 Karte                                               |              |         | 7. Juni 1988 | 31              |
| weitere Bilder                                         | Ackerbürgerhaus | Preußisch Oldendorf Spiegelstraße 18 Karte                                          |              |         | 26. Okt. 1987                                                                                                   | 32              |
| weitere Bilder                                         | Vierständer-Hofhaus | Offelten Offelter Dorfstraße 2 (früher: Mindener Straße 36) Karte                   |              |         | 28. Sep. 1988                                                                                                   | 33              |
| BW                                                     | Fachwerkhaus | Harlinghausen Kleiner Maschweg 3 (Bauhof) Karte                                     |              |         | 31. Mai 1989 | 34              |
| Hofanlage                                              | Hofanlage | Offelten Glockenweg 1 Karte                                                         |              |         | 31. Juli 1989                                                                                                   | 35              |
| weitere Bilder                                         | ehemaliges Bauernhaus mit Nebengebäude                                                                                  | Preußisch Oldendorf Spiegelstraße 10 und Blumenstraße 1 Karte                       |              |         | 21. Sep. 1989                                                                                                   | 36              |
| BW                                                     | Fachwerkhaus | Preußisch Oldendorf Kirchstraße 15 Karte                                            |              |         | 28. Nov. 1990                                                                                                   | 37              |
| BW                                                     | Fachwerkhaus mit Anbauten                                                                                               | Preußisch Oldendorf Südweg 1 Karte                                                  |              |         | 20. Dez. 1990                                                                                                   | 38              |
| BW                                                     | Heuerlingshaus | Getmold Hafenstraße 33 Karte                                                        |              |         | 28. Feb. 1991                                                                                                   | 39              |
| BW                                                     | Hofanlage | Offelten Mindener Straße 37 Karte                                                   |              |         | 5. März 1991 | 40              |
| weitere Bilder                                         | Bauernhaus | Hedem Hedemer Straße 7 Karte                                                        |              |         | 21. Aug. 1991                                                                                                   | 41              |
| BW                                                     | Bauernhaus | Börninghausen Zum Haspel 5 Karte                                                    |              |         | 21. Aug. 1991                                                                                                   | 42              |
| BW                                                     | Grenzstein am Mittellandkanal                                                                                           | Schröttinghausen südliche Kanalhälfte an der Landesgrenze zu Niedersachsen Karte    |              |         | 12. Okt. 1992                                                                                                   | 43              |
|                                                        | Trigonometrischer Punkt Limberg                                                                                         | Börninghausen Limberg                                                               |              |         | 12. Okt. 1992                                                                                                   | 44              |
| weitere Bilder                                         | Gutsanlage Holzhausen a) Haupthaus (Haus des Gastes) b) Kutscherhaus                                                    | Bad Holzhausen Hudenbeck 2 und 3 Karte                                              |              |         | 22. Nov. 1993                                                                                                   | 45              |
| BW                                                     | Bauernhaus | Schröttinghausen Leverner Straße 9 Karte                                            |              |         | 24. März 1994                                                                                                   | 46              |
| BW                                                     | Ruine der Orangerie im Park von Schloss Hüffe                                                                           | Lashorst Hubertusweg Karte                                                          |              |         | 11. Mai 1994 | 47              |
| BW                                                     | Fachwerkgebäude mit Stallflügelanbau                                                                                    | Lashorst Hüffer Straße 5 Karte                                                      |              |         | 11. Mai 1994 | 48              |
| BW                                                     | Kötterhof | Offelten Offelter Dorfstraße 12 Karte                                               |              |         | 24. Okt. 1994                                                                                                   | 49              |
| BW                                                     | Scheune | Offelten Diekweg 7 Karte                                                            |              |         | 6. Juli 1995 | 50              |
| weitere Bilder                                         | Fachwerkgebäude des Wirtschaftshofes Gut Hollwinkel                                                                     | Hedem Hollwinkel                                                                    |              |         | 16. Sep. 1996                                                                                                   | 51              |
| BW                                                     | Fachwerkhauptgebäude | Getmold Westerwand 10 Karte                                                         |              |         | 31. Aug. 1999 Gelöscht: 6. Mär. 2001                                                                            | 51 a. F.        |
| BW                                                     | Hofanlage | Preußisch Oldendorf Linkenstraße 1 Karte                                            |              |         | 15. Okt. 1999 Gelöscht: 13. Aug. 2002                                                                           | 52              |
| Hindenburghalle                                        | Hindenburghalle | Preußisch Oldendorf Hallenstraße 7 Karte                                            |              |         | 13. Nov. 2002 Gelöscht: 31. Aug. 2004                                                                           | 53              |
| BW                                                     | alte Posthalterei | Preußisch Oldendorf Mindener Straße 14 Karte                                        |              |         | 13. Nov. 2002 Gelöscht: 31. Aug. 2004                                                                           | 54              |
| weitere Bilder                                         | Haupthaus Kötterhof | Offelten Offelter Dorfstraße 6 Karte                                                |              |         | 16. Jan. 2004                                                                                                   | 55              |
| weitere Bilder                                         | Jüdischer Friedhof | Preußisch Oldendorf Bergstraße Karte                                                |              |         | 17. Feb. 2005                                                                                                   | 56              |
| weitere Bilder                                         | Scheune mit angebauter Remise sowie ehemaliges Backhaus eines Kötterhofes                                               | Offelten Offelter Dorfstraße 6 Karte                                                |              |         | 6. Okt. 2005 | 57              |
| BW                                                     | ehemaliges Haupthaus aus Fachwerk und kleines Nebengebäude eines Kötterhofes                                            | Offelten Diekweg 3 Karte                                                            |              |         | 6. Okt. 2005 | 58              |
| BW                                                     | ehemaliges Haupthaus, hier Außenbau sowie Teile von Hauskasten und Dach, sowie das ehemalige Backhaus eines Kötterhofes | Offelten Im Kamp 3 Karte                                                            |              |         | 6. Okt. 2005 | 59              |
| BW                                                     | Heuerlingshaus | Offelten Bollstraße 6 Karte                                                         |              |         | 16. Nov. 2005 Gelöscht: 22. Mär. 2007                                                                           | 60              |
| BW                                                     | Hofanlage | Offelten Offelter Dorfstraße 3 Karte                                                |              |         | 7. Juni 2006 | 61              |
| BW                                                     | Kötterhof | Offelten Offelter Dorfstraße 21 Karte                                               |              |         | 28. Apr. 2008                                                                                                   | 62              |
| Hofanlage                                              | Hofanlage | Offelten Offelter Dorfstraße 13 Karte                                               |              |         | 28. Apr. 2008                                                                                                   | 63              |
| BW                                                     | Heuerlingshaus | Offelten Diekweg 2 Karte                                                            |              |         | 28. Apr. 2008 Gelöscht: 31. Okt. 2014                                                                           | 64              |
| Kötterhaus (Gastwirtschaft)                            | Kötterhaus (Gastwirtschaft)                                                                                             | Offelten Diekweg 1 Karte                                                            |              |         | 28. Apr. 2008                                                                                                   | 65              |
| Heuerlingshaus                                         | Heuerlingshaus | Offelten Bollstraße 1 Karte                                                         |              |         | 28. Apr. 2008                                                                                                   | 66              |
| Haupthaus einer Hofanlage                              | Haupthaus einer Hofanlage                                                                                               | Offelten Glockenweg 2 Karte                                                         |              |         | 29. Apr. 2008                                                                                                   | 67              |
| BW                                                     | Heuerlingshaus | Offelten Schützenstraße 3 Karte                                                     |              |         | 29. Apr. 2008                                                                                                   | 68              |
| Haupthaus einer Hofanlage                              | Haupthaus einer Hofanlage                                                                                               | Offelten Diekweg 7 Karte                                                            |              |         | 29. Apr. 2008                                                                                                   | 69              |
| BW                                                     | Hofanlage | Offelten Offelter Dorfstraße 7 Karte                                                |              |         | 29. Apr. 2008                                                                                                   | 70              |
| BW                                                     | Hofanlage | Offelten Im Kamp 1 Karte                                                            |              |         | 29. Apr. 2008                                                                                                   | 71              |
| Haupthaus der Hofanlage                                | Haupthaus der Hofanlage                                                                                                 | Offelten Offelter Dorfstraße 5 Karte                                                |              |         | 29. Apr. 2008                                                                                                   | 72              |
| BW                                                     | Fachwerkscheune | Offelten Im Kamp 2 Karte                                                            |              |         | 29. Apr. 2008                                                                                                   | 73              |
| weitere Bilder                                         | Haupthaus einer Hofanlage                                                                                               | Offelten Mindener Straße 39 Karte                                                   |              |         | 29. Apr. 2008                                                                                                   | 74              |
| BW                                                     | Haupthaus einer Hofanlage                                                                                               | Offelten Offelter Dorfstraße 4 Karte                                                |              |         | 8. Juli 2008 | 75              |
| BW                                                     | Hofhaus (ehemalige Schmiede) eines Kötteranwesens                                                                       | Offelten Schützenstraße 2 Karte                                                     |              |         | 20. Okt. 2008 Gelöscht: 11. Apr. 2011                                                                           | 76              |
| weitere Bilder                                         | Friedhof | Preußisch Oldendorf Friedhofstraße Karte                                            |              |         | 11. Dez. 2014                                                                                                   | 77              |
| Erbbegräbnis der Familie von Oheimb (zu Gut Hudenbeck) | Erbbegräbnis der Familie von Oheimb (zu Gut Hudenbeck)                                                                  | Bad Holzhausen Bünder Straße (westlich der Einmündung Hudenbeck) Karte              |              |         | 8. Jan. 2015 | 78              |
| weitere Bilder                                         | Altes Pfarrhaus | Preußisch Oldendorf Spiegelstraße 3 Karte                                           |              |         | 13. März 2015                                                                                                   | 79              |
| Wegekreuz                                              | Wegekreuz | Bad Holzhausen westlich der Bünder Straße in Höhe der Einmündung Crollage           |              |         | 26. März 2015                                                                                                   | 80              |
| Erbbegräbnis der Familie von Ledebur (zu Gut Crollage) | Erbbegräbnis der Familie von Ledebur (zu Gut Crollage)                                                                  | Börninghausen Bünder Straße (nordwestlich des Gutes Crollage im Wald) Karte         |              |         | 8. Apr. 2015 | 81              |
| weitere Bilder                                         | eine Grabstätte (Graf) und zwei Grabmonumente (Volkening) sowie das Friedhofsportal                                     | Bad Holzhausen Winkelstraße (Friedhof) Karte                                        |              |         | 10. Jan. 2017                                                                                                   | 82              |
| Bauernhaus                                             | Bauernhaus | Bad Holzhausen Berliner Straße 5 Karte                                              |              |         | 24. Apr. 2017                                                                                                   | 83              |
| weitere Bilder                                         | Alte Schule | Getmold Schulstraße 1 Karte                                                         |              |         | 26. Juni 2017                                                                                                   | 84              |
| weitere Bilder                                         | Kriegerehrenmal | Getmold Getmolder Straße/Im Dorfe Karte                                             |              |         | 26. Juni 2017                                                                                                   | 85              |
| BW                                                     | Brücke über die Aue (westlich der Wassermühle)                                                                          | Bad Holzhausen Hudenbeck Karte                                                      |              |         | 28. Nov. 2017                                                                                                   | 86              |
| weitere Bilder                                         | Friedhofskapelle | Bad Holzhausen Winkelstraße 2 Karte                                                 |              |         | 2. Mai 2018 | 87              |